# 童妃案
童妃案是南明時期的政治案件，是南渡三案之一。
1645年（弘光元年）初，一位童氏女子逃至南京，自稱為福王朱由之元配正妃，越其和广昌伯刘良佐深信不疑，一面奏报，一面派人护送来南京。朱由崧立即否认，宣布童氏为假冒。三月初一日，童氏送抵南京，朱由崧拒不召見，交付錦衣衛監候，令都督馮可宗審訊。童氏自述“年三十六岁。十七岁入宫，册封为曹内监。时有东宫黄氏，西宫李氏。李生子玉哥，寇乱不知所在。氏于崇祯十四年生一子，曰金哥，啮臂为记，今在宁家庄”。朱由崧則怒斥曰：“朕元妃黄氏，先帝时册封，不幸早世；继妃李氏，又死于难。朕即位之初，即追封后号，诏示海内，卿为大臣，岂不知之？童氏冒诈朕妃，朕初为郡王，何东西二宫之有？且称是邵陵王宫人，尚未悉真伪？”馮可宗因此被撤，改由屈尚忠審理，對童氏嚴刑拷打，不久童氏死於獄中，嘩然一時。
朱由崧的辯白是符合实际情况的，按明朝典制，亲郡王立妃由朝廷派员行册封礼，并無東西二宮。《明熹宗实录》载，天启二年十月传制遣“工科给事中魏大中、行人司行人李昌龄封福府德昌王由崧并妃黄氏”。
有推測童氏可能是一周王府或邵陵王的宫女，崇禎十四年（1641年）洛陽被李自成軍攻破時逃到尉氏縣，與福王同居過並懷孕生子，福王南下後失散。但就案件本身而言，无论童氏是詐騙，是误會，还是戰亂之中与朱由崧有过一夜情後想要當上皇后，有一點可以肯定，她只有可能是外婦，絕不是朱由崧的王妃，且此案也不应成为政局的焦点。
童妃案一如大悲案、南都太子案，背後有政治角力的介入，可能是馬士英與復社之間的權力鬥爭，一般以為復社名士皆骨鲠正直之人，其實不然，热衷名利的人也混迹其间，成為一複雜的團體，處處充滿門戶之見。

## 評論
清人戴名世評論道：“呜呼，南渡立国一年，仅终党祸之局。东林、复社多以风节自持，然议论高而事功疏，好名沽直，激成大祸，卒致宗社沦覆，中原瓦解，彼鄙夫小人，又何足诛哉！自当时至今，归怨于孱主之昏庸，丑语诬诋，如野史之所记，或过其实。而余姚黄宗羲、桐城钱秉镫至谓帝非朱氏子。此二人皆身罹党祸者也，大略谓童氏为真后，而帝他姓子，诈称福王，恐事露，故不与相见，此则怨怼而失于实矣。”